# ولادیمیر بلوو (ورزشکار)
ولادیمیر بلوو (روسی: Владимир Борисович Белов؛ ۲۶ آوریل ۱۹۵۸ – ۱۴ نوامبر ۲۰۱۶) بازیکن هندبال اهل اتحاد جماهیر شوروی سوسیالیستی بود.